# Soukaina Hajji
Soukaina Hajji (* 4. Februar 1997) ist eine marokkanische Leichtathletin, die sich auf den Mittelstreckenlauf spezialisiert hat.

## Sportliche Laufbahn
Erste internationale Erfahrungen sammelte Soukaina Hajji im Jahr 2013, als sie bei den Jugendafrikameisterschaften in Warri in 2:13,79 min den sechsten Platz im 800-Meter-Lauf belegte und mit der marokkanischen Sprintstaffel (1000 m) in 2:23,83 min die Bronzemedaille gewann. 2021 kam sie bei den Arabischen Meisterschaften in Radès über 1500 Meter nicht ins Ziel und gewann mit der 4-mal-400-Meter-Staffel in 3:45,64 min die Goldmedaille. Im Jahr darauf gewann sie bei den Islamic Solidarity Games in Konya in 2:02,78 min die Silbermedaille über 800 Meter hinter der Türkin Ekaterina Guliyev und im 1500-Meter-Lauf gewann sie in 4:16,65 min die Bronzemedaille hinter der Bahrainerin Winfred Yavi und Guliyev aus der Türkei. Zudem gewann sie mit der Staffel in neuer Landesrekordzeit von 3:35,86 min die Bronzemedaille hinter den Teams aus Bahrain und der Türkei. Im Jahr darauf belegte sie bei den Crosslauf-Weltmeisterschaften 2023 in Bathurst mit 24:48 min den siebten Platz in der Mixed-Staffel. Im Juni gewann sie dann bei den Arabischen Meisterschaften in Marrakesch in 2:13,62 min die Silbermedaille über 800 Meter hinter ihrer Landsfrau Assia Raziki. Anschließend gewann sie bei den Spielen der Frankophonie in Kinshasa in 2:09,67 min die Silbermedaille über 800 Meter hinter Raziki und sicherte sich auch über 1500 Meter in 4:44,98 min die Silbermedaille hinter ihrer Landsfrau Wafa Zaroual. 2024 gewann sie bei den Afrikameisterschaften in Douala in 2:00,91 min die Bronzemedaille über 800 Meter hinter den Kenianerinnen Sarah Moraa und Lilian Odira. 
2022 wurde Hajji marokkanische Meisterin im 800-Meter-Lauf sowie 2023 über 1500 Meter.

## Persönliche Bestleistungen
- 800 Meter: 2:00,11 min, 19. Juni 2024 in Nembro
  - 800 Meter (Halle): 2:08,22 min, 28. Januar 2023 in Lyon
- 1500 Meter: 4:14,61 min, 1. Juli 2023 in Troyes